# Cenves
Cenves este o comună în departamentul Rhône din sud-estul Franței. În 2009 avea o populație de 391 de locuitori.

## Evoluția populației
| An        | 1975 | 1982 | 1990 | 1999 | 2006 | 2009 |
| --------- | ---- | ---- | ---- | ---- | ---- | ---- |
| Populație | 283  | 308  | 319  | 328  | 380  | 391  |